# Roxana Díaz (athlétisme)
Pour les articles homonymes, voir Roxana Díaz.
Roxana Tomasa Díaz Sánchez (née le 17 mai 1981 à Melena del Sur) est une athlète cubaine spécialiste du sprint. Elle détient, avec Zulia Calatayud, Susana Clement et Indira Terrero, le record de Cuba du relais 4 x 400 mètres en 3 min 23 s 21, établi lors de la finale des Jeux olympiques de 2008 à Pékin. Elle détient également le record des championnats ibéro-américains sur 200 mètres en 22 s 80.

## Biographie

### Palmarès
| Date | Compétition                                      | Lieu                 | Résultat | Épreuve   | Performance   |
| ---- | ------------------------------------------------ | -------------------- | -------- | --------- | ------------- |
| 1997 | Championnats panaméricains juniors               | La Havane            | 4e       | 4 x 100 m | 45 s 75       |
| 2002 | Championnats ibéro-américains                    | Guatemala            | 1re      | 100 m     | 11 s 32       |
| 2002 | Championnats ibéro-américains                    | Guatemala            | 2e       | 200 m     | 23 s 00       |
| 2003 | Championnats d'Amérique centrale et des Caraïbes | Saint-Georges        | 2e       | 200 m     | 22 s 74       |
| 2003 | Championnats d'Amérique centrale et des Caraïbes | Saint-Georges        | 3e       | 4 x 100 m | 43 s 83       |
| 2003 | Jeux panaméricains                               | Saint-Domingue       | 1re      | 200 m     | 22 s 69       |
| 2003 | Jeux panaméricains                               | Saint-Domingue       | 2e       | 4 x 100 m | 43 s 40       |
| 2004 | Championnats ibéro-américains                    | Huelva               | 1re      | 200 m     | 23 s 73       |
| 2004 | Championnats ibéro-américains                    | Huelva               | 1re      | 4 x 100 m | 43 s 66       |
| 2005 | Championnats d'Amérique centrale et des Caraïbes | Nassau               | 5e       | 200 m     | 23 s 14       |
| 2005 | Championnats d'Amérique centrale et des Caraïbes | Nassau               | 3e       | 4 x 100 m | 45 s 07       |
| 2006 | Jeux d'Amérique centrale et des Caraïbes         | Carthagène des Indes | 1re      | 200 m     | 22 s 76       |
| 2006 | Jeux d'Amérique centrale et des Caraïbes         | Carthagène des Indes | 1re      | 4 x 100 m | 43 s 29       |
| 2007 | Jeux panaméricains                               | Rio de Janeiro       | 1re      | 200 m     | 22 s 90       |
| 2007 | Jeux panaméricains                               | Rio de Janeiro       | 3e       | 4 x 100 m | 43 s 80       |
| 2008 | Championnats d'Amérique centrale et des Caraïbes | Cali                 | 2e       | 200 m     | 22 s 82       |
| 2008 | Jeux olympiques d'été                            | Pékin                | 4e       | 4 × 400 m | 3 min 23 s 21 |
| 2009 | Championnats d'Amérique centrale et des Caraïbes | La Havane            | 2e       | 200 m     | 23 s 56       |
| 2009 | Championnats d'Amérique centrale et des Caraïbes | La Havane            | 1re      | 4 × 400 m | 3 min 29 s 94 |
| 2010 | Championnats ibéro-américains                    | San Fernando         | 2e       | 200 m     | 23 s 25       |
| 2010 | Championnats ibéro-américains                    | San Fernando         | 1re      | 4 × 400 m | 3 min 30 s 73 |
| 2011 | Jeux panaméricains                               | Guadalajara          | 6e       | 200 m     | 23 s 45       |
| 2011 | Jeux panaméricains                               | Guadalajara          | 4e       | 4 x 100 m | 43 s 97       |

### Records
| Épreuve    | Performance | Lieu              | Date            |
| ---------- | ----------- | ----------------- | --------------- |
| 100 mètres | 11 s 31     | Guatemala         | 11 mai 2002     |
| 200 mètres | 22 s 68     | Salamanque        | 4 juillet 2007  |
| 400 mètres | 52 s 08     | Alcalá de Henares | 12 juillet 2008 |